# زیاری
زیاری (گرجی: ზიარი) یک روستا در شهرداری گورجاآنی واقع در استان کاختی گرجستان است. زیاری در ۵ کیلومتری جنوب‌غربی گورجاآنی و در ارتفاع حدود ۸۲۰ متری قرار گرفته است. جمعیت زیاری در سال ۲۰۱۴ میلادی، ۴۴ نفر بود.
زیاری از دهه ۱۹۶۰ میلادی محل تحقیقات باستان‌شناسی بوده است. آثار سنگی بی‌شماری که در آنجا کشف شده، گواه حضور آثار و بناهای پارینه‌سنگی است.